# Joachim Maathz
Bengt Joachim Maathz, född 27 december 1971 i Fosie församling i Malmö, är en svensk skådespelare och musikalartist som arbetat främst i Sverige men också i Danmark och Finland.

## Biografi
Maathz har medverkat och sjungit huvudroller i ett antal välkända musikaler på  Malmö Opera, Nöjesteatern, Slagthuset, Göteborgsoperan, Helsingborgs stadsteater, Kristianstads teater, Kalmar teater samt i Helsingfors och Köpenhamn. Han har undervisat i musikalklasser, interpretation, scenframställning och dansteknik. Han har även regisserat elevföreställningar och shower.
På Medborgarskolan Syd är Maathz ämnesansvarig och utvecklar kurser, föreläsningar och studiecirklar inom ämnena Kropp & Hälsa, Sång, Teater, Dans mm. Medborgarskolan samarbetar även med körledaren Gabriel Forss och "Happy Voices" (en kör på 600 medlemmar i Malmö) där Maathz varit gästsolist två gånger samt teknikansvarig och presentatör 2010–2017.
Maathz är engagerad på fast basis som artist / sångare hos produktionsbolaget South Style Event som bland annat  producerar den återkommande krogshowen Xperience på Bollbrolyckan i Helsingborg.

## Teater - Musikal
| År      | Roll                            | Produktion                                                      | Regi                           | Teater                   |
| ------- | ------------------------------- | --------------------------------------------------------------- | ------------------------------ | ------------------------ |
| 1999    | Flera olika                     | Sluka mig (Eating Raoul)                                        |                                | Helsingborgs Stadsteater |
| 2000    | Spats Columbo                   | I Hetaste Laget                                                 | Anders Aldgård                 | Nöjesteatern             |
| 2000    | Ensemble samt Marius            | Les Miserables Claude-Michel Schönberg och Alain Boublil        | Vernon Mound                   | Malmö Opera              |
| 2001    | Artist                          | It's Magic                                                      | Maria T Kelly                  | Slagthuset Malmö         |
| 2001    | Danny Zuko                      | Grease                                                          | Reine Lööf                     | Kalmar Teater            |
| 2002    | Ensemble                        | Me and My Girl                                                  | Anders Aldgård                 | Nöjesteatern             |
| 2002    | Ensemble samt Simon             | Jesus Christ Superstar Andrew Lloyd Webber och Tim Rice         | Lars Kaalund                   | Östre Gasverk Teater     |
| 2002    | Ensemble samt Chris             | Miss Saigon Claude-Michel Schönberg och Alain Boublil           | Vernon Mound                   | Malmö Opera              |
| 2003    | Buddy "Keno" Walsh              | Allt eller Inget / Full Monty                                   | Marianne Mörck                 | Malmö Opera              |
| 2003    | Ensemble                        | West Side Story                                                 | Ronny Danielsson               | Malmö Opera              |
| 2004    | Ensemble samt Richardo Di Nardo | Victor/Victoria                                                 | Anders Aldgård                 | Nöjesteatern             |
| 2004    | Ensemble samt Chris             | Miss Saigon Claude-Michel Schönberg och Alain Boublil           | Vernon Mound                   | Göteborgsoperan          |
| 2005    | Che                             | Evita Andrew Lloyd Webber och Tim Rice                          | Ola Hörling                    | Kristianstads teater     |
| 2006    | Artist                          | Silja Show / Blue Media                                         |                                | Helsingfors              |
| 2007    | Ensemble                        | Guys and Dolls                                                  | Anders Aldgård                 | Slagthuset Malmö         |
| 2007    | Jösse Bagare                    | Klas Klättermus                                                 | Anders Aldgård                 | Slagthuset Malmö         |
| 2007-08 | Bustopher Jones (Munkustrap)    | Cats Andrew Lloyd Webber                                        | Niklas Johansson Sian Playsted | Nöjesteatern             |
| 2011    | Padamadan Nikos                 | Legally Blonde Heather Hach, Laurence O'Keefe och Nell Benjamin | Anders Albien                  | Nöjesteatern             |
| 2012    | Ensemble samt Siedler           | Vita Hästen Ralph Benatzky, Erik Charell och Hans Müller        | Anders Aldgård                 | Nöjesteatern             |

## Krogshower
- Living Soul Entertainment 2015, (The Tivoli i Hbg)
- Living Soul Entertainment 2016, (The Tivoli i Hbg)
- Living Soul Entertainment 2017, (Nattkatten i Hbg)
- South Style Event  2018, (Charles Dickens i Hbg)
- Perstorp the Musical 2018, (nyskriven teater/musikal)
- Hillesgårdsrevyn 2019, (Hillesgården)
- A Tribute to Ray Charles 2019, (Turné)